# Impero P'urhépecha
L'impero P'urhépecha, definito dalla storiografia anche regno tarasco o stato tarasco, fu uno stato precolombiano che si estendeva nel Messico occidentale, in particolare nell'attuale stato di Michoacán e in parti di Jalisco e Guanajuato. Ai tempi della conquista dell'impero azteco da parte del nascente impero spagnolo, era il secondo stato più grande del Mesoamerica, secondo solo all'impero azteco. Lo stato fu fondato nel primo XIV secolo e perse la sua indipendenza contro gli Spagnoli nel 1530. Nel 1543 divenne ufficialmente il governatorato di Michoacán, dal nome in lingua nahuatl dello stato tarasco Michoacán ("luogo di coloro che possiedono pesci").
Lo stato tarasco si basava su una rete di sistemi tributari e divenne gradualmente sempre più centralizzato, sotto il controllo del sovrano chiamato cazonci. La capitale si trovava a Tzintzuntzán, sulle rive del lago Pátzcuaro, secondo la tradizione orale Purépecha fondata dal primo cazonci Tariácuri e dominata dalla sua dinastia, gli Uacúsecha ("aquile" in lingua Purépecha).
I Taraschi erano contemporanei degli Aztechi, contro i quali combatterono numerose guerre. Riuscirono a bloccare l'espansione azteca nel nordest e fortificarono le loro frontiere con quel popolo, sviluppando forse il primo vero stato territoriale del Mesoamerica. Dato il suo relativo isolamento, lo stato tarasco possedeva tratti completamente distinti dalle altre civiltà mesoamericane: in particolare, fu uno dei pochi stati a usare il metallo per fabbricare attrezzi, ornamenti e armi.

## Storia

### Fondazione ed espansione

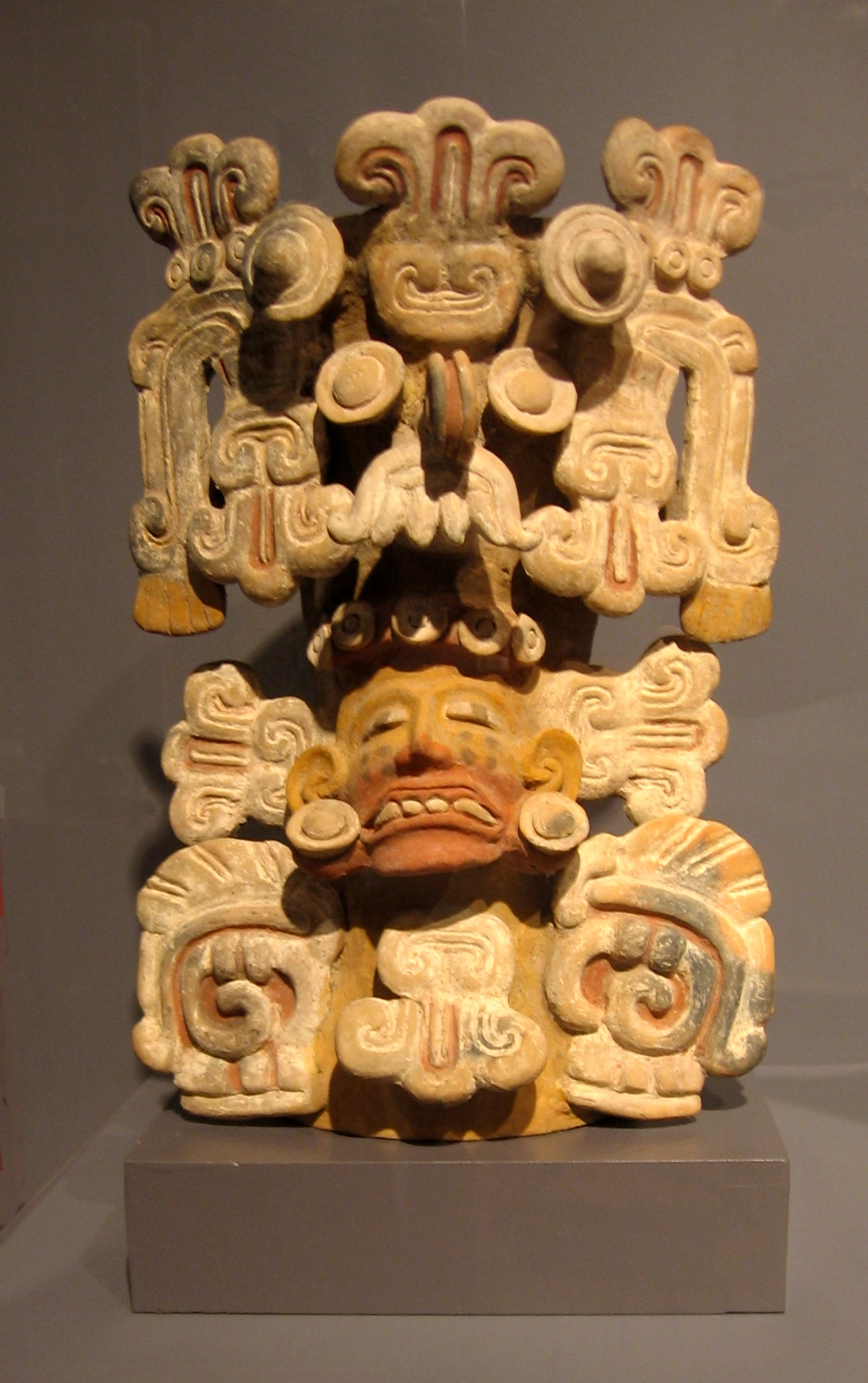
Un bruciatore d'incenso tarasco che mostra una divinità con "acconciatura Tlaloc", 1350 - 1521 CE.

Nel tardo periodo classico, intorno al lago Pátzcuaro vivevano almeno due gruppi etnici non Purépecha: i nativi Nahuatl a Jarácuaro, alcune culture Chichimeca a nord e i popoli Nahua.
Secondo la Relación de Michoacán, un capo visionario dei Purépecha di nome Tariácuri decise di unire le comunità intorno al lago Pátzcuaro in un unico grande stato: intorno al 1300, intraprese le prime conquiste, si nominò sovrano della città di Pátzcuari e insediò i suoi figli Hiripan e Tangáxoan come signori di Ihuatzio e Tzintzuntzán. Alla sua morte intorno al 1350, la sua dinastia controllava tutti i centri principali del lago Pátzcuaro. Suo figlio Hiripan continuò le conquiste tarascane nelle aree circostanti il lago Cuitzeo; egli e più tardi suo fratello Tangáxuan I iniziarono a rendere più efficiente il sistema tributario e a consolidare l'unità politica dell'impero, creando una burocrazia amministrativa e dividendo tra i signori e i nobili le responsabilità della riscossione dei tributi dai territori conquistati. Negli anni successivi furono incorporate nello stato prima la Sierra Tarascana e poi il fiume Balsas, rafforzando la struttura centralizzata.
Sotto il cazonci Tzitzipandáquare vennero conquistate altre nuove regioni, che però vennero perse in seguito a ribellioni o ritirate strategiche contro l'espansione azteca. Nel 1460, i Taraschi raggiunsero la costa del Pacifico a Zacatula, avanzarono nella valle di Toluca e a nord raggiunsero l'odierno stato di Guanajuato. Negli anni '70 del 1400, gli Aztechi sotto Axayacatl conquistarono una serie di città di frontiera tarascane e si avvicinarono al cuore dell'impero, venendo però sconfitti. L'esperienza portò subito il cazonci tarasco a fortificare ulteriormente la frontiera azteca con centri militari; inoltre, permise agli Otomi e ai Matlazinca, espulsi dalle loro terre natali dagli Aztechi, a insediarsi alle terre di confine a condizione di aiutare a difenderle. Dal 1480 l'imperatore azteco Auitzotl intensificò il conflitto con i Taraschi: condusse attacchi contro il territorio tramite altri gruppi etnici alleati o sottomessi, come i Matlatzincas, i Chontal e i Cuitlatec. I Taraschi, guidati dal cazonci Zuangua, respinsero gli attacchi ma poterono espandersi ulteriormente soltanto all'arrivo degli spagnoli due anni dopo, durante il regno dell'ultimo cazonci, Tangáxuan II.

### Caduta ed egemonia spagnola
Alla notizia della caduta dell'impero azteco, il cazonci Tangáxuan II mandò degli emissari ai conquistatori spagnoli che mandarono una delegazione a Tzintzuntzan; i doni e soprattutto la quantità d'oro donata loro dal cazonci risvegliò l'interesse di Hernán Cortés. Nel 1522, un esercito spagnolo guidato da Cristóbal de Olid invase il territorio tarasco e raggiunse la capitale. L'esercito tarasco contava numerose migliaia di soldati ma al momento cruciale scelsero di non combattere. Tangáxuan si sottomise all'amministrazione spagnola e la sua cooperazione gli concesse un certo grado di autonomia: negli anni seguenti, sia Cortés che Tangáxuan si considerarono sovrani di Michoacán riscuotendo entrambi tributi dalla popolazione locale. Quando gli spagnoli si resero conto che non solo Tangáxuan era ancora il sovrano de facto dei Taraschi ma concedeva loro solo una piccola parte delle risorse estratte dalla popolazione, mandarono contro di lui il conquistador Nuño Beltrán de Guzmán, alleato col nobile tarasco don Pedro Panza Cuinierángari. Il cazonci fu catturato e giustiziato il 14 febbraio 1530. La morte dell'ultimo cazonci segnò l'inizio di un periodo turbolento e sanguinoso; nei decenni a seguire, il governo spagnolo insediò dei sovrani fantoccio Taraschi. Quando Nuño de Guzman cadde in disgrazia e fu richiamato in Spagna, il vescovo Vasco de Quiroga fu incaricato di riappacificare la zona, ottenendo gradualmente il rispetto e l'amicizia dei nativi, che cessarono finalmente le loro ostilità contro l'egemonia spagnola.

## Gruppi etnici
Lo stato tarasco includeva diversi gruppi etnici, principalmente i Matlatzinca, i Tecos, i Mazahua, gli Otomi, i Chontal Maya e i Nahua ma soprattutto i Purépecha. Tutti questi gruppi etnici furono gradualmente assimilati nella maggiorità Purépecha.

## Religione
La religione tarascana era guidata da un Sommo Sacerdote supremo che era il capo di una classe clerica a più classi. I sacerdoti si identificavano facilmente per le zucche di tabacco che si portavano al collo. La religione tarasca considerava il bacino di Pátzcuaro come il centro del cosmo, o quantomeno il suo centro di potere; l'universo era diviso nel Cielo, nella Terra e nell'Oltretomba Il Cielo era dominato da Kurikaweri, il dio sole, la loro divinità più importante; sua moglie era Kwerawáperi, la dea terra madre venerata bruciando del legname e offrendo sangue e sacrifici umani, e il loro figlio più importante era Xarátenga, dea della luna e del mare.
Pare che i Taraschi possedessero anche divinità locali già in precedenza, poi metamorfizzate o combinate con gli dei originali taraschi. Inoltre, gli dei delle tribù conquistate erano solitamente incorporati nel panteon ufficiale tarasco, in onore del quale vennero costruite numerose piramidi, cinque a Tzintzúntzan e cinque a Ihuátzio. Una caratteristica peculiare della religione tarasca era l'assenza di dei mesoamericani comuni come un dio della pioggia come Tlaloc o un dio serpente piumato come Quetzalcoatl. Invece del calendario da 260 giorni, inoltre, i Taraschi usavano un anno solare di diciotto mesi da 20 giorni ciascuno.

## Sovrani e governatori
| Periodo                      | Titolo                   | Nome                  | Inizio | Fine  |
| ---------------------------- | ------------------------ | --------------------- | ------ | ----- |
| Sovrani nativi               | Cazonci                  | Tariácuri             | ~1300  | ~1350 |
| Sovrani nativi               | Cazonci                  | Hiquingaje            | ~1350  | ?     |
| Sovrani nativi               | Cazonci                  | Hiripan               | ?      | ~1430 |
| Sovrani nativi               | Cazonci                  | Tangáxuan I           | 1430   | 1454  |
| Sovrani nativi               | Cazonci                  | Tzitzipandáquare      | 1454   | 1479  |
| Sovrani nativi               | Cazonci                  | Zuangua               | 1479   | 1520  |
| Sovrani nativi               | Cazonci                  | Tangáxuan II          | 1520   | 1530  |
| Vicereame della Nuova Spagna | Corregidor de Michoacan  | Pedro de Arellano     | 1530   | 1543  |
| Vicereame della Nuova Spagna | Governatore di Michoacan | Francisco Taríacuri   | 1543   | 1545  |
| Vicereame della Nuova Spagna | Governatore di Michoacan | Antonio Huitziméngari | 1545   | 1562  |